# 埃溫頓鎮區 (明尼蘇達州傑克遜縣)
埃溫頓鎮區（英語：Ewington Township）是位於美國明尼蘇達州傑克遜縣的一個行政鎮區。

## 地方資料
埃溫頓鎮區的面積為92.55平方千米，皆為陸地。根據2020年美國人口普查的數據，當地共有人口213人，而人口密度為每平方千米2.3人。